# Hochrettelstein
Hochrettelstein (2220 m n. m.) je hora ve Wölzských Taurách na území rakouské spolkové země Štýrsko. Nachází se v jedné ze severních rozsoch pohoří mezi vrcholy Seekoppe (2150 m) na severovýchodě a Plannerknot (1996 m) na jihozápadě. Vrchol Seekoppe je s horou spojen hřebenem Scharfe Wand. Západní svahy hory spadají do doliny Ranzenkar, severní do doliny Redlgraben a jihovýchodní do údolí potka Plienten. Severozápadním směrem vybíhá mezi doliny Ranzenkar a Redlgraben krátký boční hřeben.

## Přístup
- po značené turistické trase č. 940 z osady Winkel

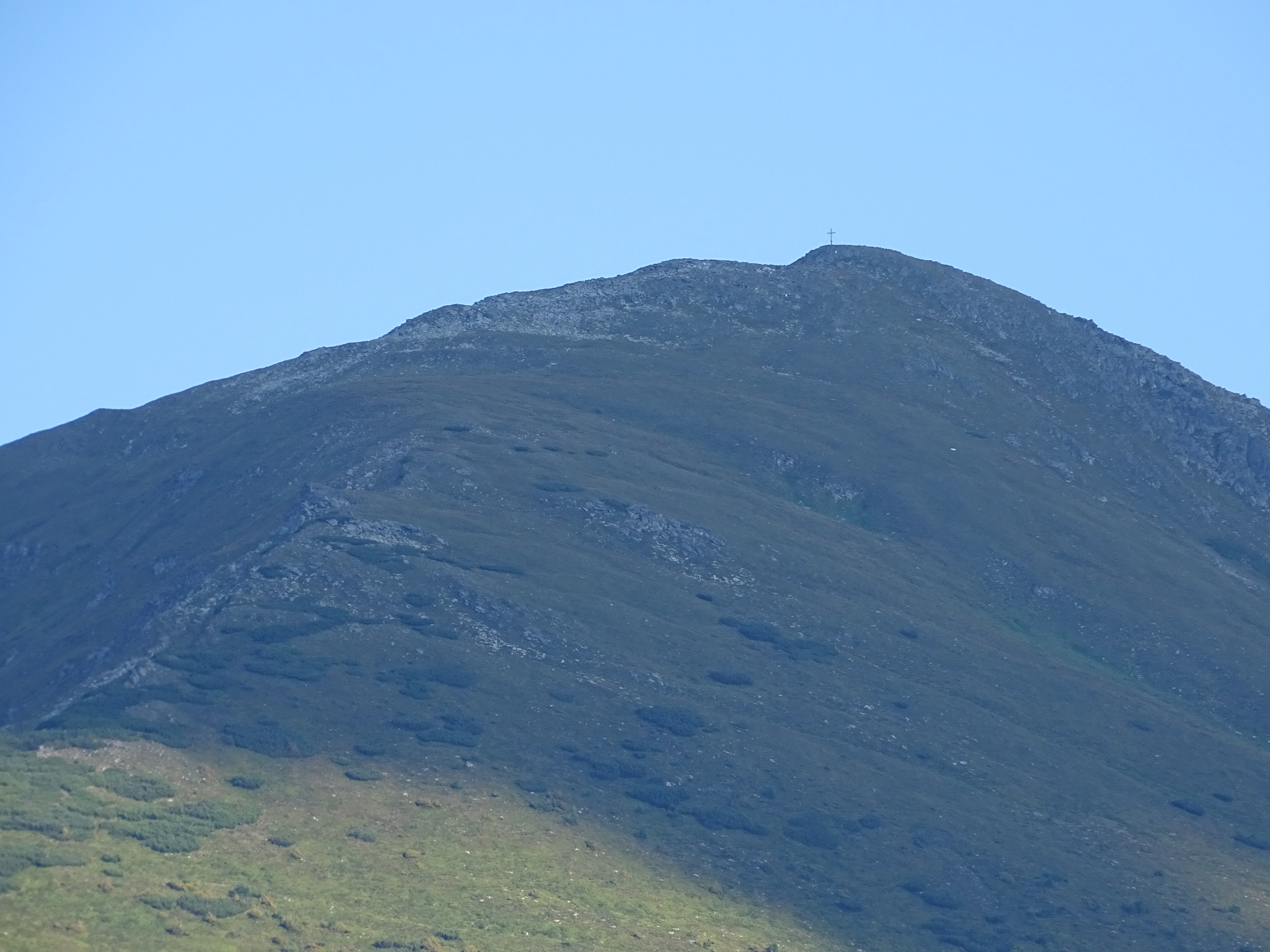
Vrchol Hochrettelsteinu

- po značené turistické trase č. 940 ze střediska Planneralm